# Charles Westmoreland
Charles Westmoreland az amerikai Szökés című sorozat egyik főszereplője.

## Háttér
Charles Westmoreland egyike a Fox Riverben leghosszabb ideje tartózkodó raboknak. Eredetileg az arizonai Douglasben ítélték el. Büntetésének első 2 évét Florence-ben, az Arizonai Állami börtönben töltötte, majd megszorítások miatt át kellett helyezni más börtönbe. Így került 1973-ban a Fox Riverbe. Arizonai börtönbe kerülése után azonnal arról kezdtek suttogni, hogy valójában Westmoreland a legendás repülőgéprabló, D. B. Cooper.
Cooper 1971-ben túszul ejtett egy utasokkal teli Boeing 727-es gépet, amiért váltságdíjként 1,5 millió dollárt kapott, majd ejtőernyővel leugrott a Pacific Northwesti erdőbe, és többé nem látták. Soha nem volt elég bizonyíték ahhoz, hogy Westmorelandet megvádolják a Cooper által elkövetett bűntettért, csupán másodlagos bizonyítékok álltak rendelkezésre ahhoz, hogy meggyanúsítsák. Ez a gyanú követte őt a Fox Riverbe is.
Nem könnyű olyan rabnak lenni, akiről a többiek úgy gondolják, hogy milliomos. A többiek folyton zaklatják. Megfenyegették, megtámadták. Egyszer az orrát is eltörte egy elítélt, aki megpróbált pénzt kierőszakolni tőle.
Az elmúlt években a fizikai bántalmazások alábbhagytak. Ebben valószínűleg szerepet játszik életkora is. A három évtizednyi tagadás után több rabtársa is arra a következtetésre jutott, hogy Charles valójában nem is D. B. Cooper.
Charles-nak egy lánya van, Ann, akiről később kiderül, hogy halálos beteg. Westmoreland őmiatta dönt úgy, hogy megszökik Michaelékkal (korábban erre nem volt hajlandó).

## Szereplések

### 1. évad
Először akkor találkozunk vele, amikor macskáját simogatja a börtön udvarán. Mivel Michael azt gondolja, ő D. B. Cooper, be akarja venni a szökésbe a pénze miatt, ám Charles ezt először visszautasítja. Michael kérésére azonban megtesz valamit a szökésük érdekében: felgyújtja az őrök pihenőszobáját. Később azonban Bellick megöli a macskáját és rettentő hírt kap: lánya rákban szenved, már nincs sok ideje hátra. Amikor engedélyt kér, hogy a börtön falain kívül találkozhasson lányával, Pope sajnálattal közli, hogy ez nem lehetséges. Ezért is akar később beszállni Michael szökési tervébe. Az évadon keresztül szorgalmasan dolgozik, hogy kiszökhessen lányához. 
Az évad végén azonban Bellick rátalál az őrök pihenőszobájában ásott lyukra: Charles dulakodni kezd vele, majd leüti a kapitányt. Csakhogy a verekedés közben egy üvegtől súlyosan megsérül. Mikor eljön a szökés ideje, Charles belehal a sérülésébe, ám előtte még elárulja Michaelnek, hol rejtette el azt a bizonyos pénzt, ami valójában nem másfél, hanem 5 millió dollár, amit többen is hallanak (Golyó, Zsebes, David és Manche is).